# Chiesa di San Giovanni Battista (San Giovanni Ilarione)
La chiesa di San Giovanni Battista è la parrocchiale di Castello, frazione del Comune di San Giovanni Ilarione, in provincia di Verona e diocesi di Vicenza; fa parte del Vicariato di San Bonifacio-Montecchia di Crosara, precisamente dell'Unità Pastorale di San Giovanni Ilarione.

## Storia
La chiesa di San Giovanni Battista in Castello è collocata in posizione panoramica sul luogo dove sorgeva l’antico castello, edificio a cui inizialmente è strettamente legata.

Nei documenti viene citata per la prima volta il 5 giugno 1091, quando l’imperatore Enrico IV fece una donazione a favore del monastero benedettino di San Felice in Vicenza, tra cui alcuni terreni situati a San Giovanni Ilarione.
Successivamente l’edificio diventa proprietà dei Malacappella, ramo collaterale della famiglia dei Maltraversi, la cui giurisdizione per due secoli, tra fasi alterne, si estese ad un'area di confine tra Verona e Vicenza.
Nel 1244 la chiesa risulta sottoposta alla Pieve di Santa Maria in Chiampo, mentre, successivamente, si segnala come essa sia preminente rispetto alla chiesa di Santa Caterina in Villa.Durante la visita pastorale del 1525 la chiesa fu consacrata. Possedeva un fonte battesimale e tre altari dedicati a San Giovanni Battista, al Santissimo Sacramento e alla Vergine Maria.
Successivamente l’edificio sacro fu profondamente rinnovato, tanto che nel 1646, con la visita pastorale del vescovo, il cardinale Marcantonio Bragadin (o Bragadino), gli altari sono cinque (maggiore, del Rosario, di San Giuseppe o della Madonna delle Grazie, di San Carlo e della Beata Vergine della Concezione).
Nel 1708 risulta che l’altare maggiore è dedicato anche a Sant'Ilarione, in quel curioso adattamento del toponimo avvenuto nei secoli.
L’edificio attuale risale all’inizio del XIX secolo ed è una ricostruzione e un ampliamento entro i limiti imposti dal luogo.

I lavori iniziarono nell’aprile 1806 sotto don Pietro Villardi, iniziando dalle fondamenta, coprendo in parte il vecchio cimitero mentre probabilmente non fu abbattuta in toto la parte del coro, divenendo così la base per la nuova abside e per il campanile. Infatti, proprio alla base di quest’ultimo, si trova una nicchia da tabernacolo con la data 1495.

Nella costruzione si usarono materiali derivati dalla demolizione delle mura.

Non si conosce il nome del progettista, anche se lo schema planimetrico sembra avere analogie con quello del Santuario della Madonna di Monte Berico.

La chiesa fu chiusa nel 1839 per un periodo a causa del tetto pericolante.

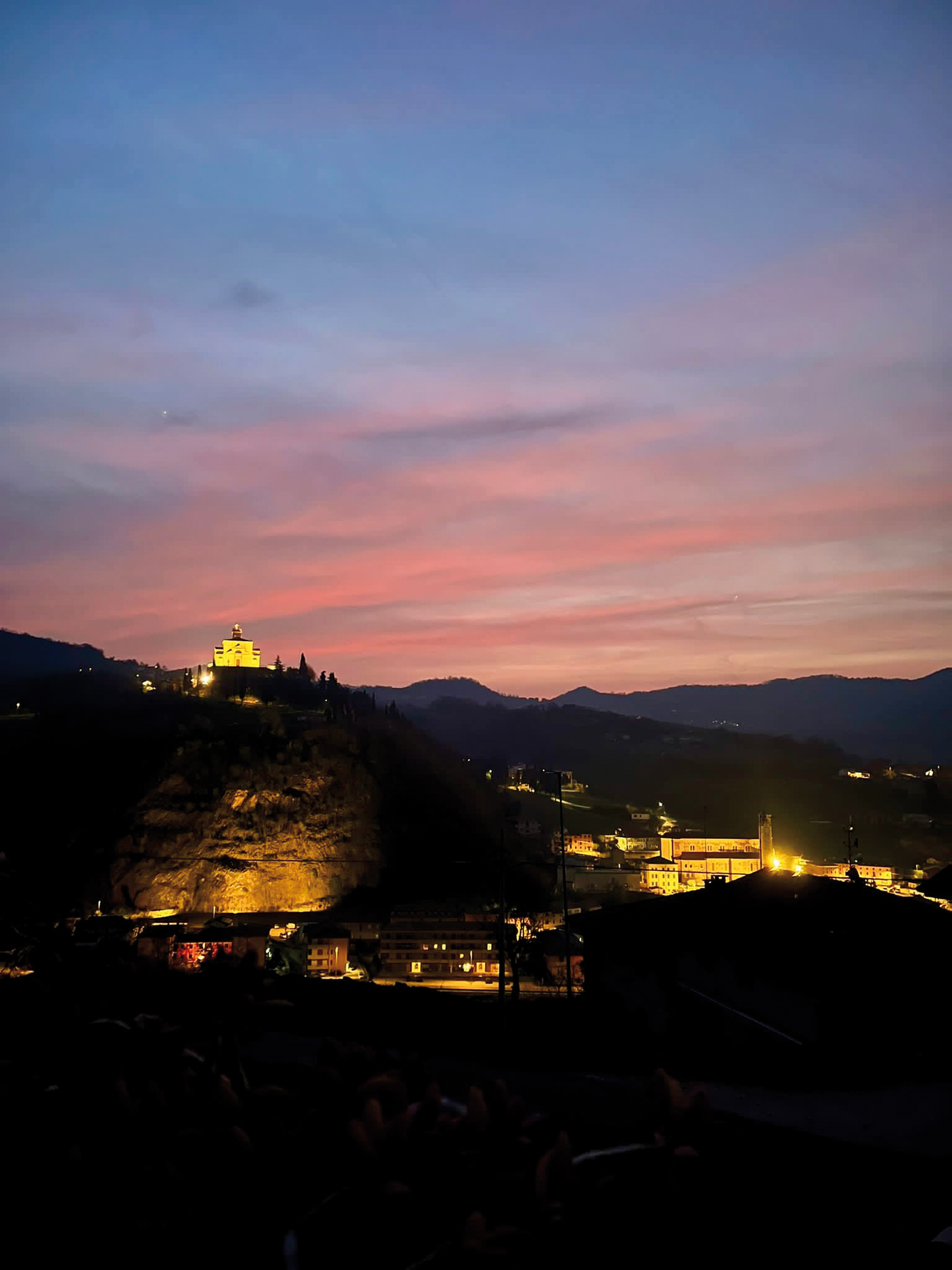
Panorama notturno del paese di San Giovanni Ilarione

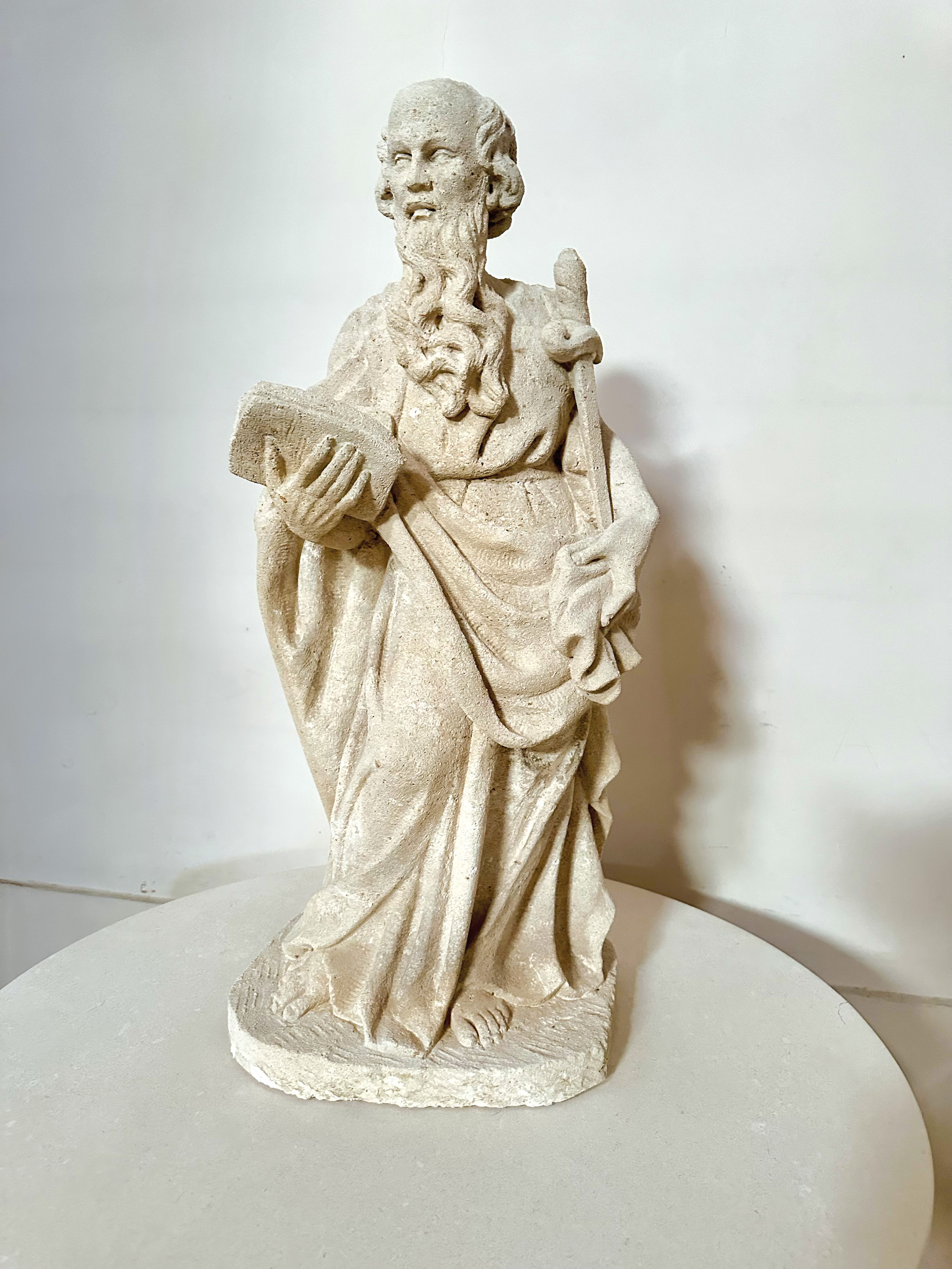
Particolare San Paolo

Nel 1895, proseguendo la navata del tempio, è stato aggiunto l’oratorio, a cui ha contribuito per la progettazione anche il capomastro Gerardo Marchioro.
Interventi di ammodernamento vi furono tra fine anni Cinquanta e inizio anni Sessanta del Novecento, specie dopo i fulmini che colpirono la chiesa e il campanile il 5 marzo 1960, con rinnovo del tetto della chiesa, della sacrestia e dell'oratorio tra il 1963 ed il 1964.
Il 22 agosto 1965 la chiesa fu consacrata dal Vescovo Carlo Zinato alla presenza del gesuita Angelo Maria Rivato, originario di San Giovanni Ilarione, che sarà il primo Vescovo della Diocesi di Ponta de Pedras, in Brasile.
L'ultimo intervento alla chiesa e all'oratorio risale agli anni Novanta del XX secolo.
Nel dicembre 2020 fu inaugurato il bunker 44 realizzato dall'esercito tedesco Todt nella seconda guerra mondiale, aprile 1944 - novembre 1944 e tombato nel 1947. A causa di cedimenti strutturali della chiesa, si è dovuto intervenire con urgenza per sanare questi movimenti. Tra i vari interventi la riapertura delle gallerie, delle tre entrate e delle quattro camere. 
il 02 dicembre 2023 fu inaugurato la prima parte del museo, collocato nel lato nord della chiesa. All'interno si trovano tele di autori del 1.500/1.600, l'argenteria della parrocchia, un vasto mobilio di varie epoche e molte statue recuperate. Nella seconda parte, una zona didattica con vari plastici dedicata alla trasformazione del castello a chiesa.

## Descrizione

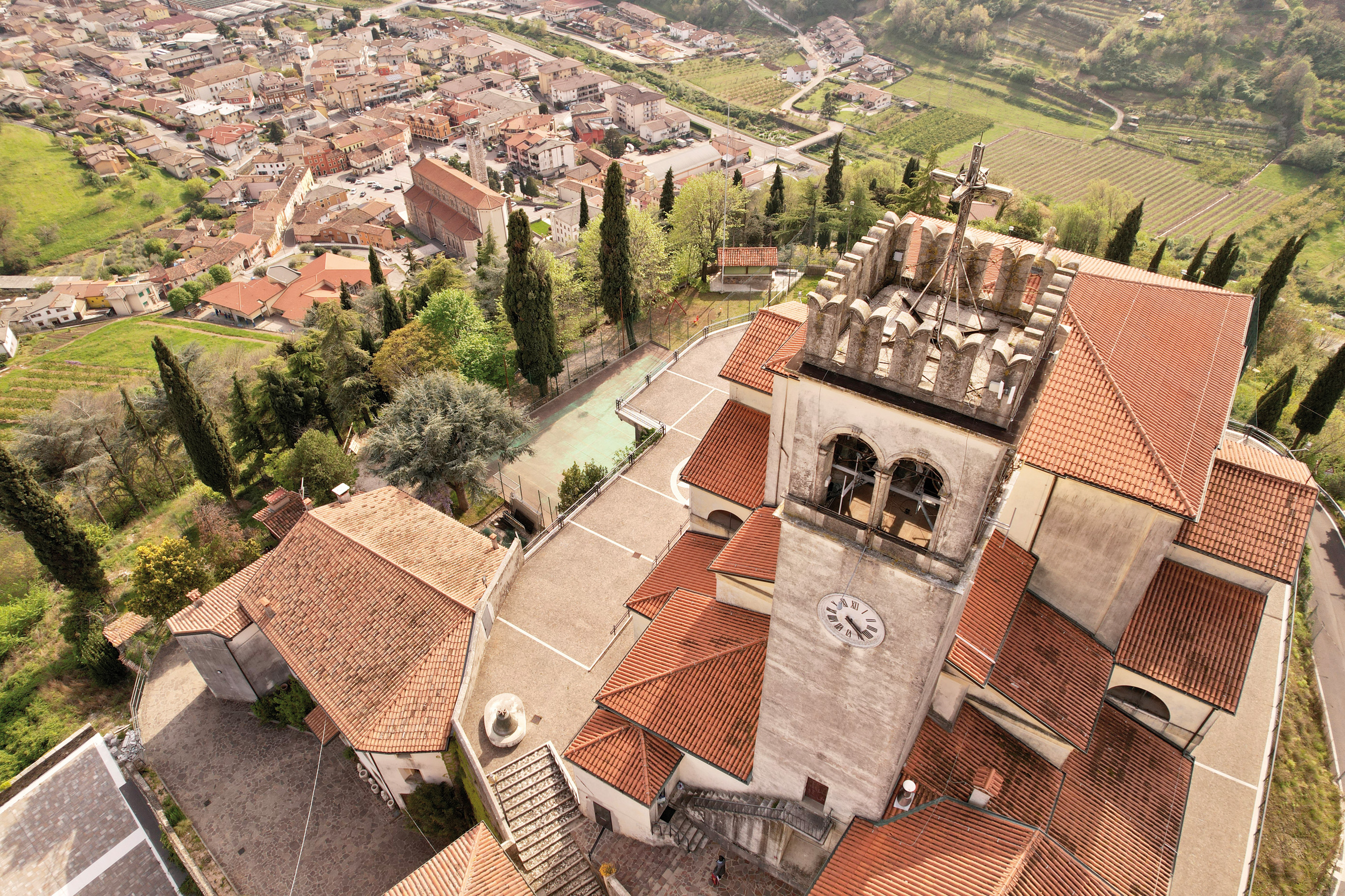
Chiesa di San Giovanni Battista

### La facciata
La chiesa presenta sui lati nord, ovest e sud tre facciate praticamente uguali, anche se quella principale è rivolta ad occidente.
Facciata a salienti, in linee neoclassiche “semplificate”, presenta un portale rettangolare, a cui si accede tramite alcuni gradini, sovrastato dalla finestra a lunetta e, nel culmine, da una croce.

### Interno
La chiesa ha una pianta a croce greca, con dimensioni di 25x25 metri.

L’aula è un cubo di 15 metri per lato, su cui si aprono quattro grandi nicchie con volta a botte, mentre ai lati vi sono due piccoli ambienti coperti a cupola. Nella grande nicchia ad oriente è collocato il presbiterio.

Otto pilastri composti da semicolonne e lesene in stile ionico, sormontati da una ricca trabeazione, sostengono l’edificio.

L’affresco nella volta centrale, con la Gloria di San Giovanni Battista, è opera del 1943 del pittore veronese Dino Menato, all’epoca sfollato a causa della Seconda Guerra Mondiale e che stava lavorando anche nella chiesa di Santa Caterina in Villa.

Sottostanti, attorno alla crociera, sono collocati otto quadri del 1894-1895 del decoratore e pittore vicentino Lorenzo Giacomelli che narrano la vita del Santo titolare dell’edificio.
Il pulpito ligneo, opera del falegname Fattori, risale al 1857, mentre le quattordici stazioni della Via Crucis furono acquistate nel 1892.

Le porte lignee con bussole sono state costruite tra il 1902 ed il 1903 da Giordano Zonato di Chiampo e nel 1912 furono aggiunte le due acquasantiere con statuette di San Giovanni Battista e di Sant'Antonio di Padova in marmo di Carrara, opera dello scultore vicentino Giacomo Cavallini di Pove del Grappa.
Altra tela presente in chiesa, raffigurante San Giovanni il Battista, era scomparsa nel 1956, recuperata ed esposta al pubblico il 26 giugno 2015. L’autore è anonimo, il periodo di esecuzione dell’opera va da metà Seicento a inizio Settecento ed essa compare nell’inventario dei beni della chiesa all’inizio del Novecento.
Dalla chiesa di San Zeno, in contrada Ruggi, proviene una statua in pietra raffigurante il Santo titolare di quel luogo di culto in atto di benedire, con ai piedi una figura orante a cui manca la testa. Il basamento indica l’anno di esecuzione, il 1449, ed è attribuibile allo scultore Niccolò da Cornedo.
Nel 2019 sono state poste alcune statue, collocate originariamente in capitelli sparsi nel territorio parrocchiale, raffiguranti San Pietro, San Giovanni Battista e Santa Libera.

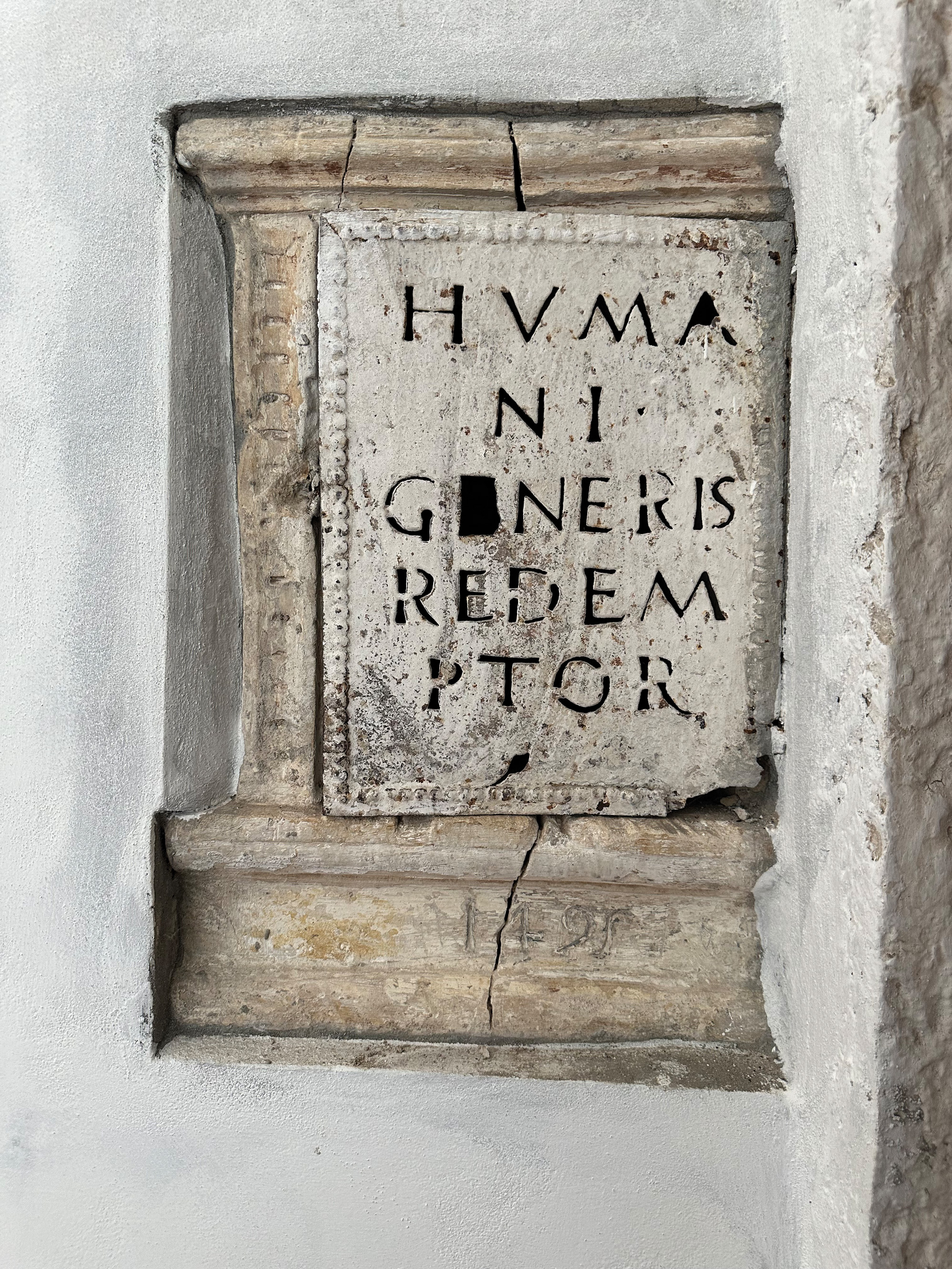
Particolare di tabernacolo

#### Gli altari
Sono presenti quattro altari all’interno dell’edificio, tutti settecenteschi, in marmi policromi, di cui tre provenienti dalla chiesa precedente.
L’altare dedicato alla Madonna delle Grazie, nel 1816, anno di un probabile intervento, ha quattro colonne di marmo rosso che sorreggono una rappresentazione della Trinità e statue di santi ai lati.

La statua della Madonna, restaurata nel 1963 da Bruno Vedovato, risale al XIV secolo, mentre il tabernacolo, con quattro piccole colonne rosse ai lati, in bassorilievo, le statue di San Giovanni Battista e Santa Caterina d'Alessandria fanno ipotizzare che questo fosse l’altare maggiore dell’edificio sacro precedente.

A tale altare è legata, in occasione delle feste legate alla Vergine Maria durante l’Anno Liturgico, la concessione dell’indulgenza plenaria da parte di papa Gregorio XVI, come da pergamena in archivio parrocchiale datata 27 gennaio 1843.
L’altare di San Giovanni Battista, a sinistra del presbiterio, era dedicato alla Madonna del Rosario, come si nota dall’immagine nel paliotto. Oggi presenta un quadro di padre Ignazio Damini.
L’altare oggi dedicato al Sacro Cuore di Gesù era precedentemente dedicato ai Santi Giobbe, Carlo Borromeo e Antonio, come dimostra il cartiglio in alto. Nella nicchia è collocata una statua moderna del Sacro Cuore proveniente da Ortisei.
L’altare maggiore è quello dalla vecchia chiesa parrocchiale di Monteforte d’Alpone, acquistato nel 1813. Dall’iscrizione su un gradino si parla del vescovo di Verona Giovanni Bragadin, dunque il manufatto risale a un periodo tra il 1733 e il 1758.

Ai lati dell’altare vi sono due statue raffiguranti i Santi Pietro e Paolo, opera della bottega di Orazio Marinali di Bassano del Grappa.

### La tela di Bartolomeo Montagna
Tra il 1779 e il 1813 giunse alla chiesa una tavola del pittore Bartolomeo Montagna con la Madonna in trono tra Sant’Antonio di Padova e San Giovanni Evangelista, risalente al biennio 1503-1505. La firma dell'autore è sul gradino in primo piano, in quella che si può definire una sacra conversazione.
In origine l’opera si trovava nella chiesa di San Lorenzo in Vicenza ed è stata donata alla parrocchia probabilmente dalla famiglia Balzi Salvioni di Vicenza (il cui stemma è nella parte inferiore della pala e che erano legati al paese, tanto da avere tombe sia nella chiesa di Castello sia in Santa Caterina in Villa) in occasione dell’edificazione della nuova chiesa.
L'opera fu restaurata nel 1911 dal bergamasco Franco Stefani che, visto il precario stato di conservazione, trasportò il dipinto su tela.
Durante la Prima guerra mondiale fu portata a Vicenza per proteggerla da eventuali danni bellici.
Il dipinto, collocato all'epoca a sinistra dell'altare maggiore, fu rubato il 4 settembre 1976 e fu recuperata nel 1980 in seguito ad un esborso di tre milioni di lire. 
Si decise di collocare l'opera a sinistra dell'altare della Madonna delle Grazie, dopo il restauro compiuto dal professor Pedrocco.
Nel 2017 l'opera è stata esposta alla mostra Viaggi ed incontri di un artista dimenticato. Il Rinascimento di Francesco Verla presso il Museo diocesano tridentino.

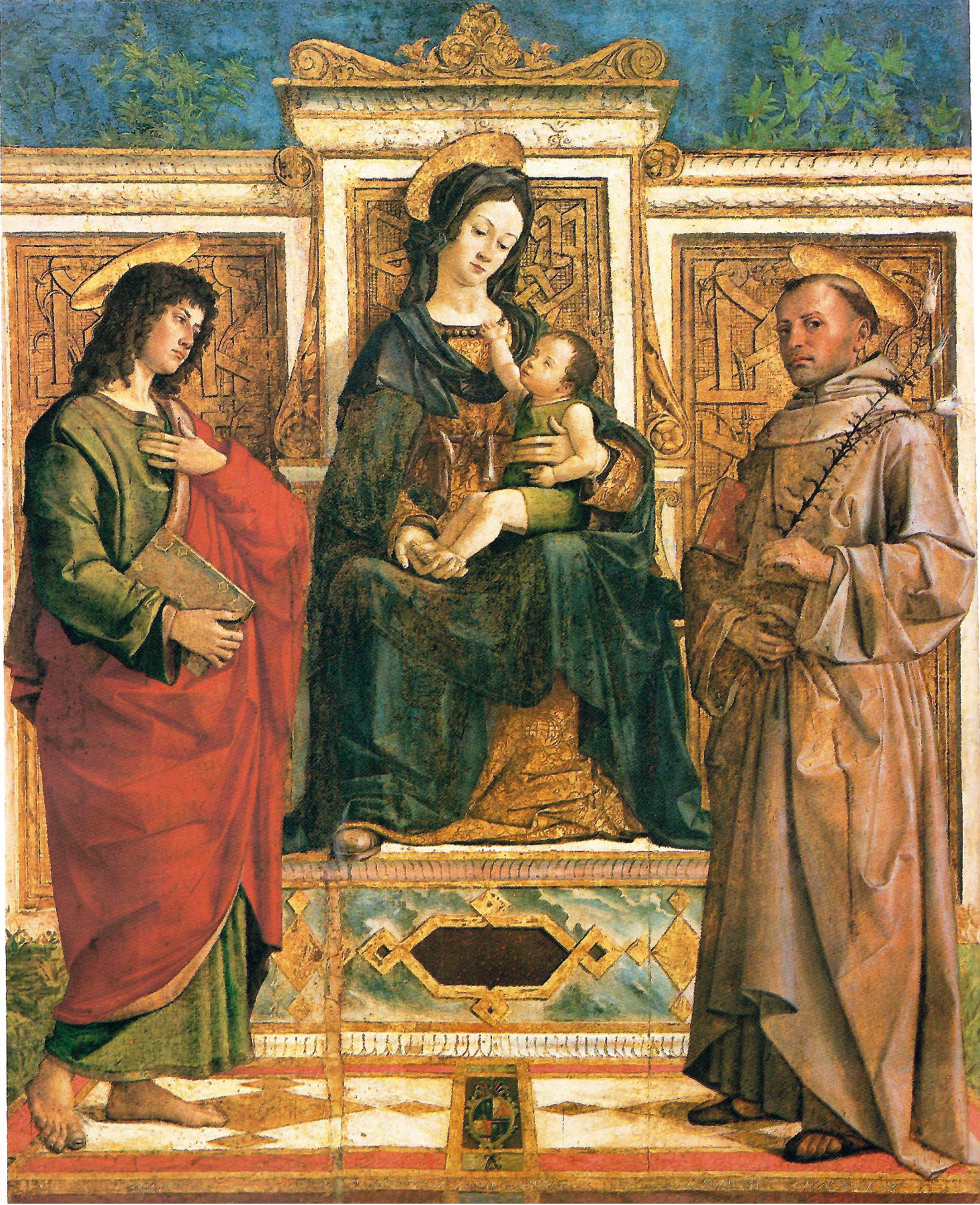
Bartolomeo Montagna Madonna in Trono

#### L’oratorio
Nell’oratorio è conservato un gruppo scultoreo ligneo raffigurante San Giovanni Bosco circondato da tre giovani, arrivato nel 1975 dall’Istituto “Don Bosco” di Verona, opera prima dello scultore Giuseppe Rifesser Junior di Ortisei, e la statua della Madonna del Rosario, spostata qui dalla chiesa.

#### L’organo
Dietro l’altare maggiore vi è l’abside chiusa da una parete piatta con nicchia che contiene parte delle canne dell’organo (per il resto occultate da un tendaggio), acquistato nel 1913 dalla ditta Zarantonello di Cornedo Vicentino.

## Campanile e campane
Considerato una torre del vecchio castello o eretto sulla base del mastio di quel fortilizio, il campanile risulta a pianta quadrangolare, con cella campanaria su cui si aprono quattro bifore e terminante con merlatura a coda di rondine, al cui interno trova posto la croce.
Il concerto campanario collocato nella torre è composto da 5 campane in DO3 montate alla veronese ed elettrificate. Questi i dati del concerto:
1. DO3 - diametro 1403 mm - peso 1571 kg - Fusa nel 1920 da Cavadini di Verona
2. RE3 – peso 1160 kg - Fusa nel 2004 da De Poli di Vittorio Veneto
3. MI3 – diametro 1112 mm - peso 792 kg - Fusa nel 1925 da Cavadini di Verona
4. FA3 - diametro 1045 mm - peso 644 kg - Fusa nel 1920 da Cavadini di Verona
5. SOL3 - diametro 927 mm - peso 451 kg - Fusa nel 1920 da Cavadini di Verona[11][12].

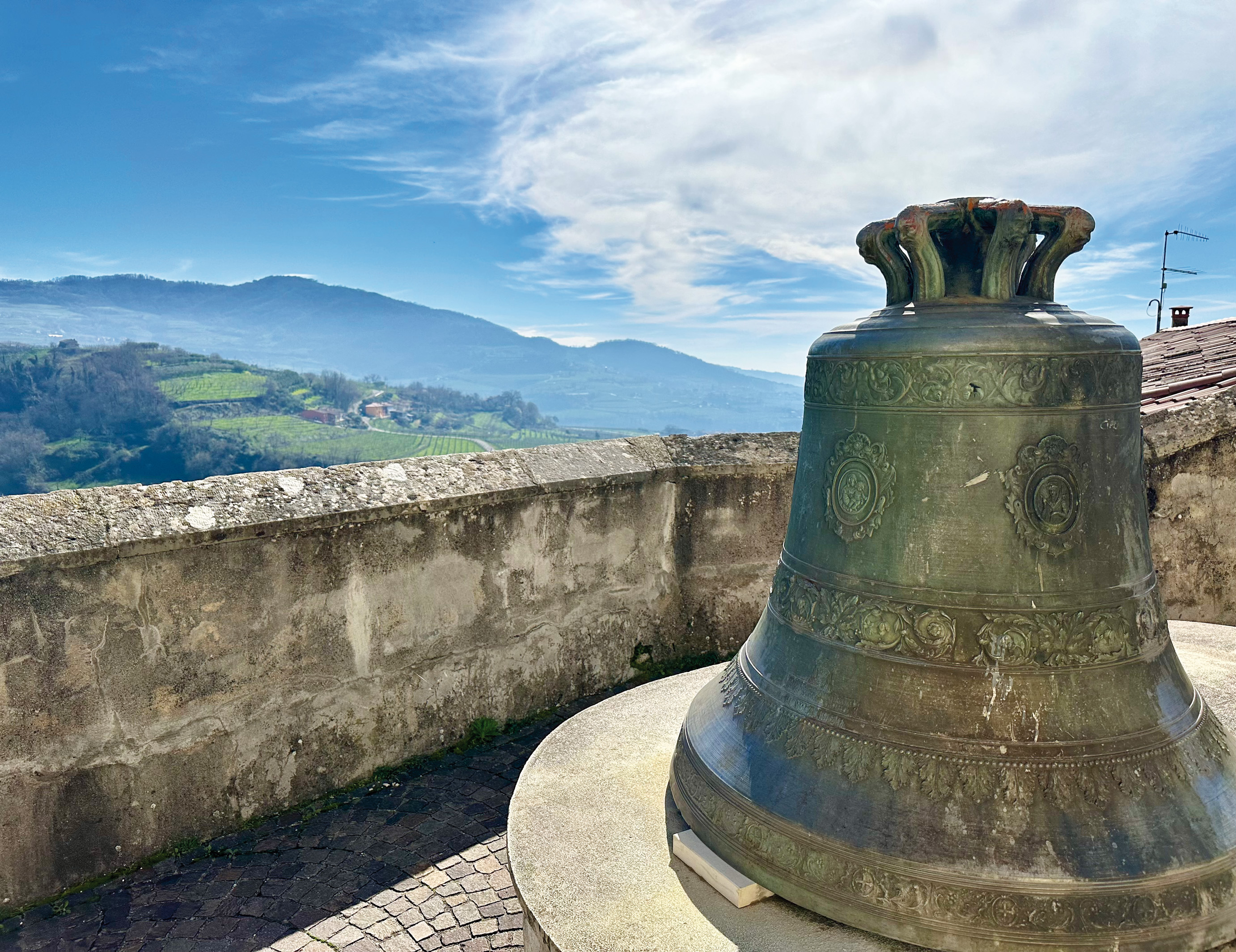
Campana esterna in disuso

Questo concerto fu rifuso più volte dalla ditta Cavadini.

Nel 1821 le campane erano tre e furono rifuse nel 1852.

Nel 1895 fu rifusa la campana maggiore e se ne aggiunse una nuova, portando il concerto a cinque.

Nel 2004 fu sostituito il RE3 di Cavadini del 1920, quando l’intero concerto era stato rifuso, a causa di una piccola crepa. Oggi è collocata a terra e sostituita con un bronzo della stessa nota, fuso in quell’anno da De Poli e che ricorda il parroco don Daniele Parlato, morto nel 2001.

### Visita alla torre campanaria

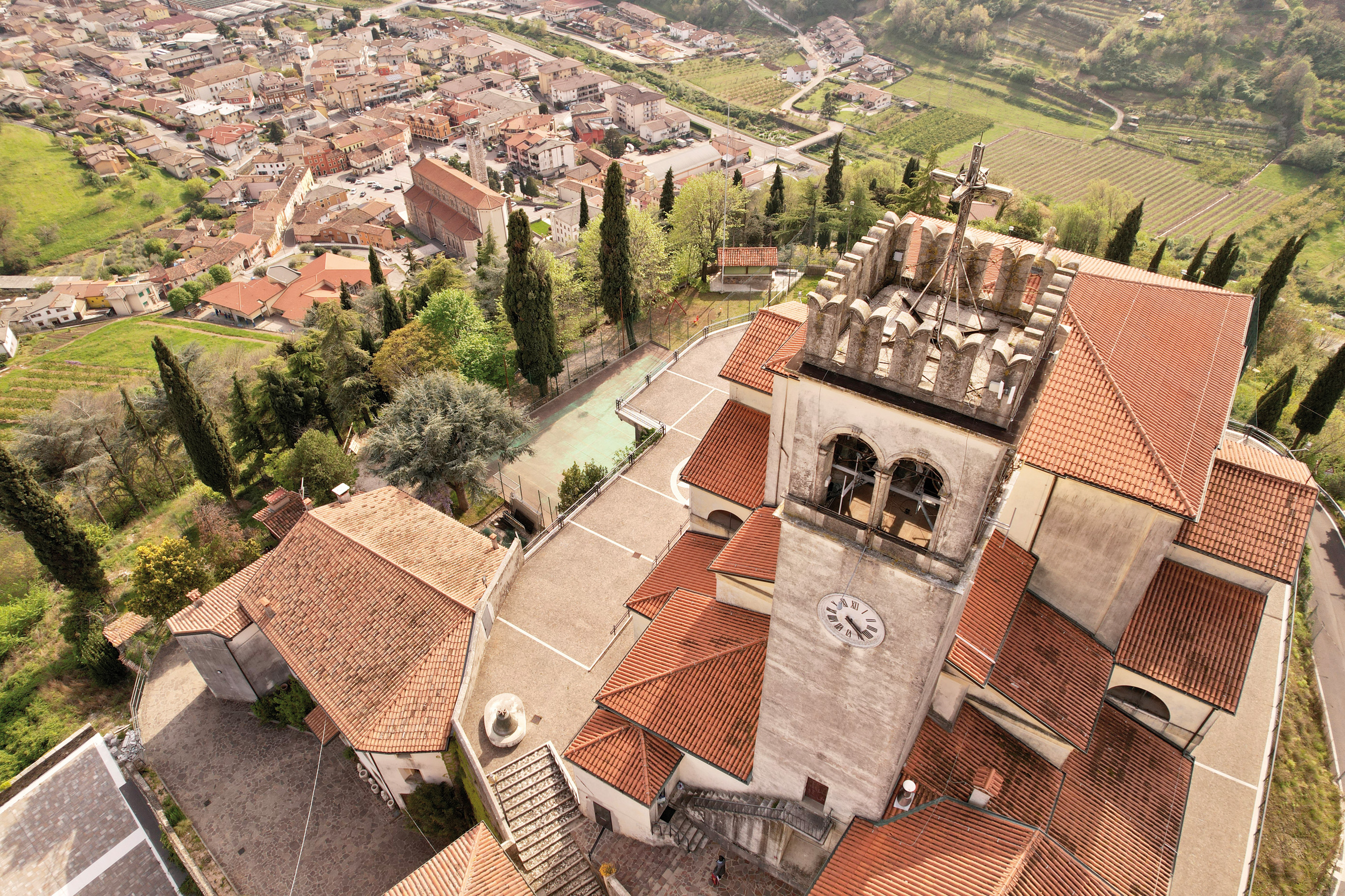
Torre del mastio del castello, oggi campanile

Fra le altre attrattive, vi è anche la possibilità di accedere alla visita della torre campanaria: attraverso un percorso a gradini si arriva al terrazzo delle campane, con la possibilità di scoprire come funzionano gli ingranaggi delle campane e magari ascoltare, allo scoccare delle specifiche ore, il rintocco da vicino delle ore. Si può quindi proseguire fino al piano superiore, caratterizzato dai tipici merletti che ricordano l’origine incastellata dell’edificio, da dove si può godere di una vista panoramica a 360° sulla vallata sottostante. Lungo il percorso, nei vari pianerottoli che cadenzano l’ascesa, alcuni pannelli illustrano le diverse fasi storiche del luogo e, tramite precise ricostruzioni in 3D, la sua trasformazione nella conformazione attuale.

## Il bunker 44
Nel XX secolo la chiesa subì alcuni cedimenti che comportarono lavori di consolidamento negli anni Sessanta.

Causa dei danni all’edificio sacro era un bunker scavato con l’uso di mine durante la Seconda guerra mondiale dalla Todt, ente di costruzioni della Germania nazista, per realizzare opere difensive.

Alla fine della guerra le gallerie furono svuotate dal legname che vi era stato collocato e riempite di materiale da riporto e sassi, con risultati deleteri per la stabilità della chiesa.
Con l’intervento avvenuto tra il 2019 e il 2021, dopo le crepe apparse sul pavimento della chiesa e della sacrestia, le gallerie sono state svuotate e messe in sicurezza.

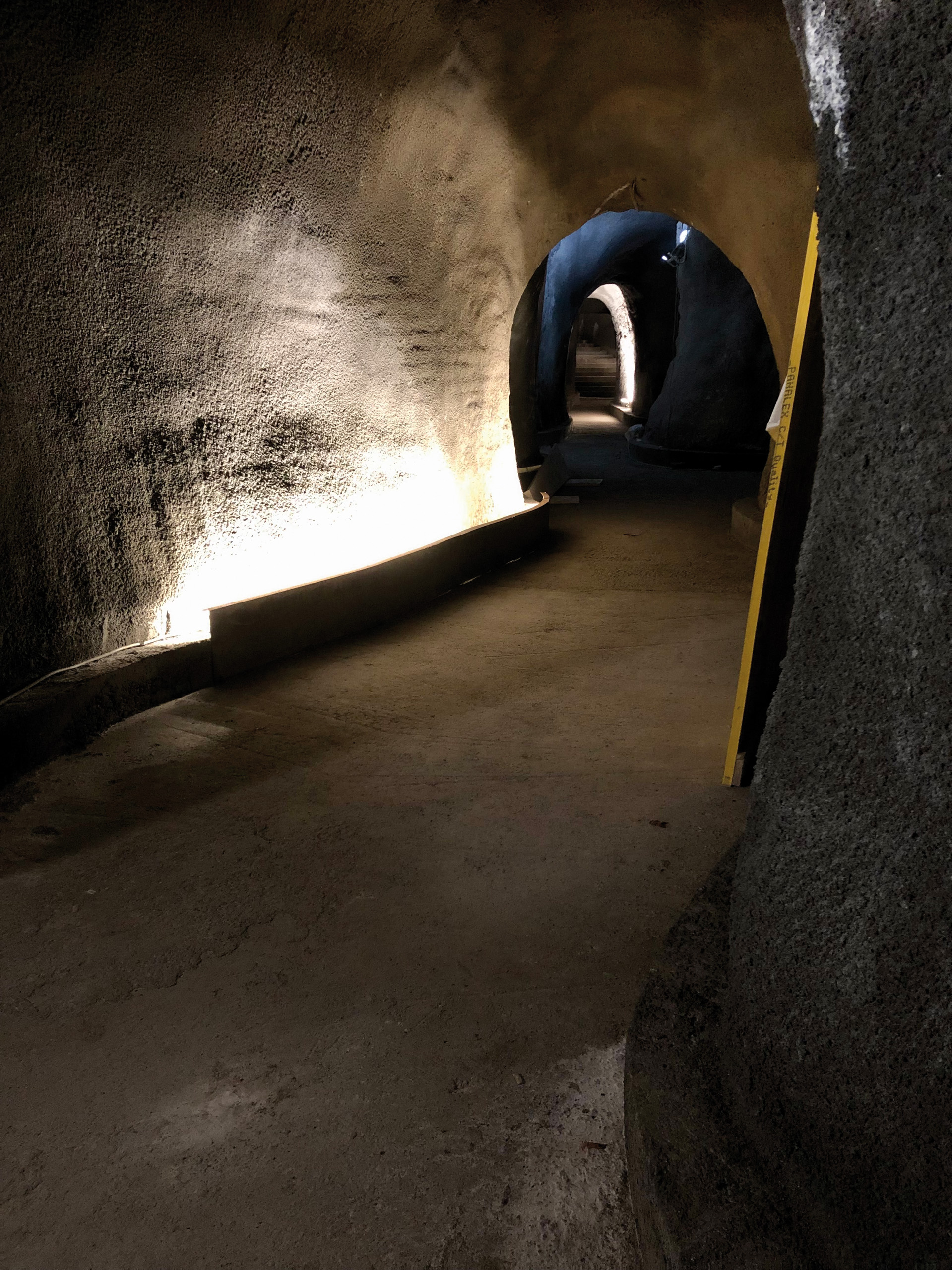
foto di una parte del bunker 44

 Bunker 44 è composto da una serie di stanze sotterranee, poste ad una profondità di 14 metri dal ripiano pavimentale della chiesa sovrastante e collegate tra loro con 4 uscite laterali. Realizzato tra aprile e novembre del 1944 dalle maestranze della Todt, organizzazione paramilitare a servizio delle forze nazifasciste che nel 1944 stavano contrastando l’avanzata degli Alleati verso il nord Italia, venne frettolosamente tombato nel 1948 senza adeguati interventi di consolidamento edilizio, dando origine ad una situazione di instabilità strutturale che si è aggravata sempre più col passare degli anni. 
Riscoperto nel 2018 in seguito alle fratture venutesi a creare nella pavimentazione della chiesa, lungo il nato nord dell’edificio, e individuato anche grazie alle testimonianze degli anziani del posto, ha subito un lungo lavoro di restauro che l’ha trasformato, attualmente, in un luogo carico di fascino e di mistero, atto a diventare un punto di attrazione unico nel suo complesso. 

## Il Museo
Nel lato nord della chiesa si può visitare la zona museale, costituita da preziose tele e oggetti di vario tipo, di ambito liturgico e devozionale, che raccontano la storia del luogo. Passeggiando lungo i corridoi arredati con cura, attraverso le finestre si scorge un paesaggio sottostante dalla natura rigogliosa e sobria che sembra sospeso nel tempo, con la possibilità di far foto di rara bellezza.

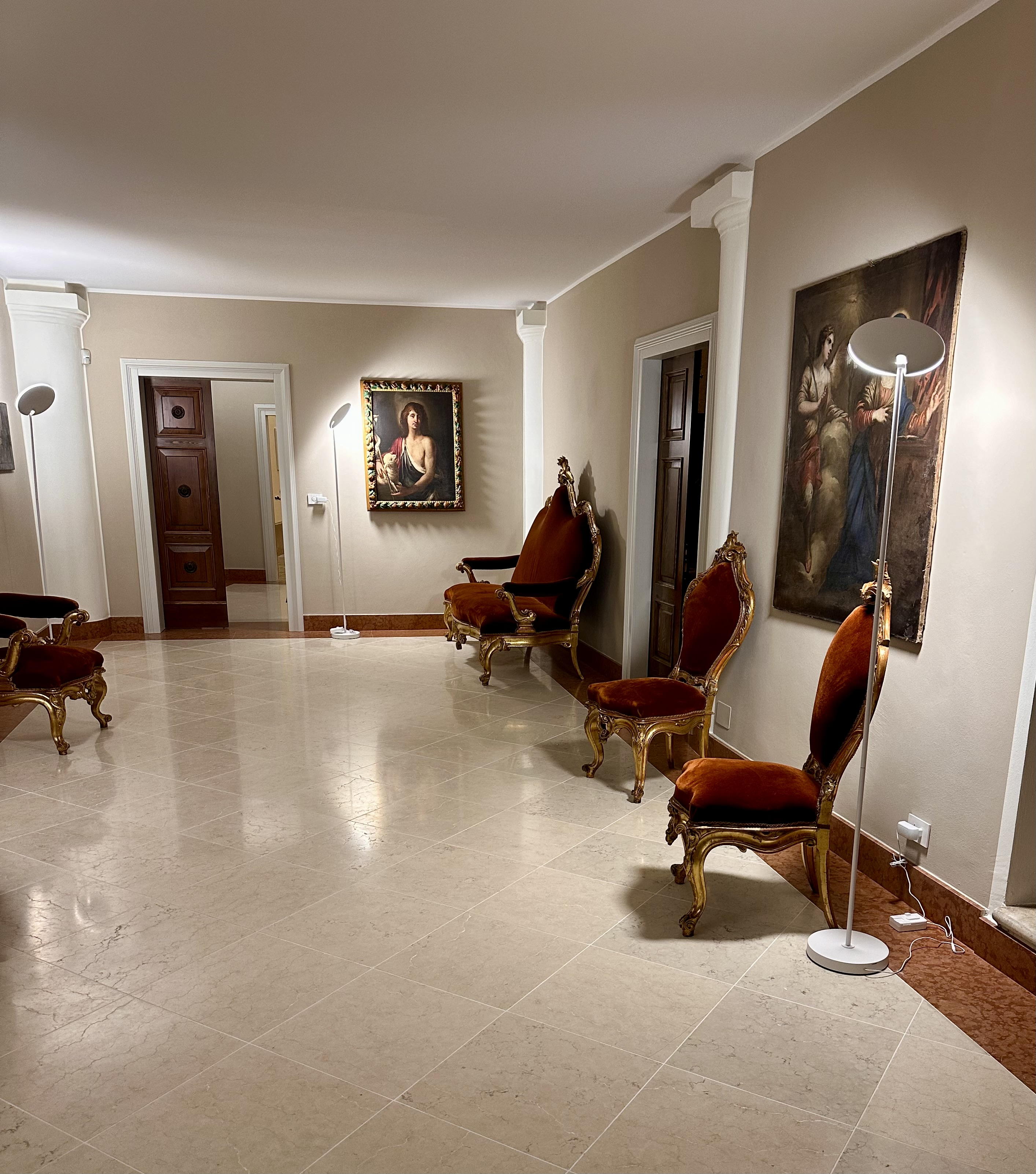
Zona della quadreria

La zona museale, suddivisa in vari settori a seconda dei reperti che vi sono contenuti, invita ad un breve ma significativo percorso nelle vicende che hanno determinato il passaggio da castello a chiesa arcipretale, terminando nella stanza ove sono ancora visibili le fondamenta del torrione, poi trasformato in campanile, dove i visitatori possono lasciare la propria firma al tempo…